# Clistoabdominalis gaban
Clistoabdominalis gaban är en tvåvingeart som beskrevs av Skevington 2001. Clistoabdominalis gaban ingår i släktet Clistoabdominalis och familjen ögonflugor. Inga underarter finns listade i Catalogue of Life.